# رمز التداول

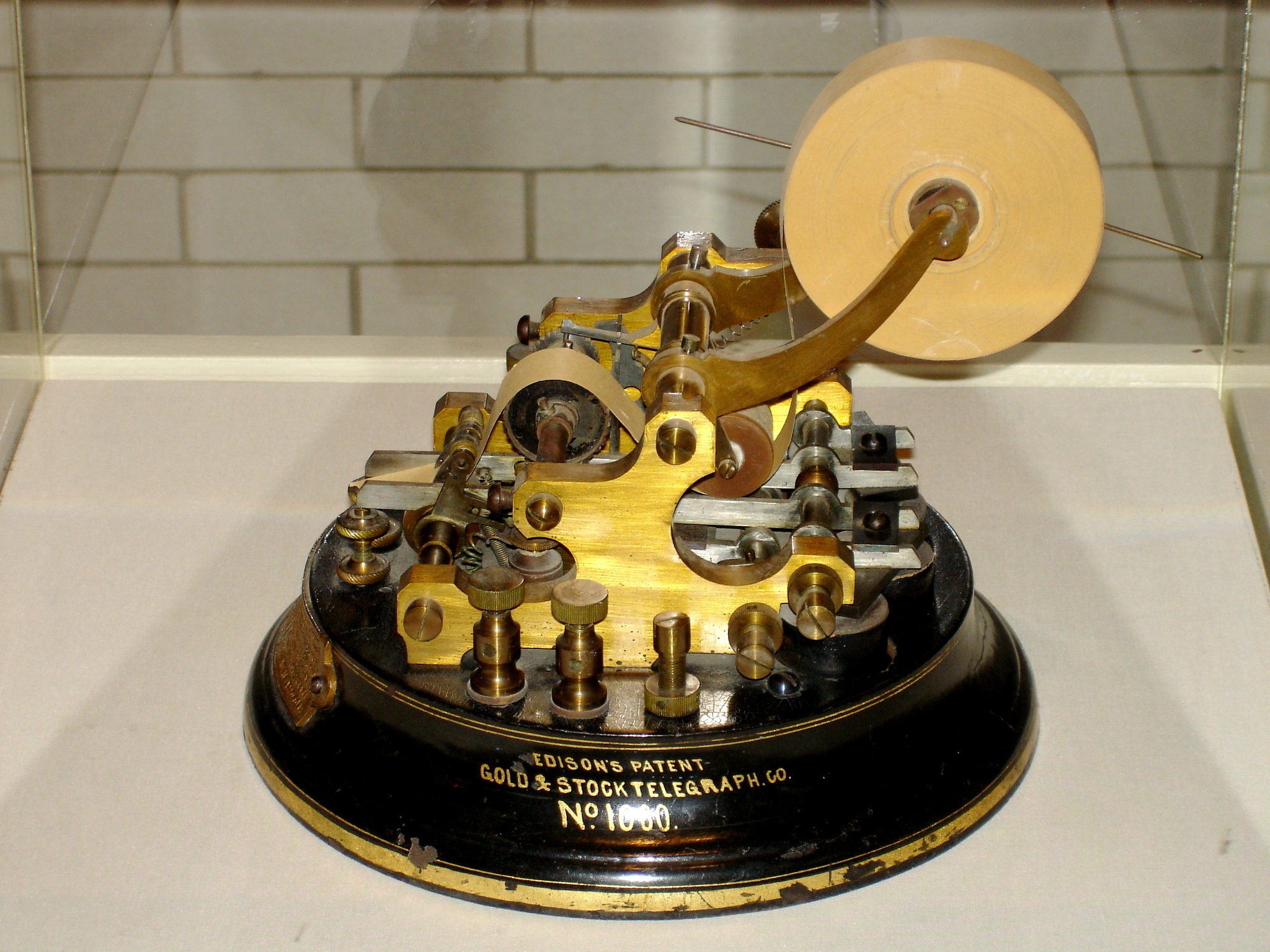
آلة تيليغراف البورصة التي اخترعها توماس إديسون

رمز المؤشر أو رمز السهم هو اختصار يستخدم لتحديد الأسهم المتداولة علنًا لسهم معين في سوق أسهم معينة. في الأساس، رموز المؤشر هي مجموعات من الأحرف، عادةً أحرف أو أرقام لاتينية، تمثل أصولًا أو أوراقًا مالية محددة مدرجة في بورصة أو متداولة علنًا. يمكن أن يتكون رمز السهم من أحرف أو أرقام أو مزيج من الاثنين. نشأ مصطلح "رمز المؤشر" من الرموز المطبوعة على شريط المؤشر لجهاز شريط المؤشر القديم.

## أمثلة
- AAPL – أبل
- C – سيتي غروب
- GOOG – ألفابت
- HOG – هارلي-ديفيدسون
- HPQ – هوليت-باكارد
- INTC – إنتل
- KO – شركة كوكا كولا
- MMM – ثري إم
- MSFT – مايكروسوفت
- T - إيه تي آند تي
- TXN – تكساس إنسترومنتس
- WMT – وول مارت